# Tetraxylopteris
Tetraxylopteris C.B.Beck (1957) es un género de plantas fósiles descrito a partir del descubrimiento de los restos de una de sus especies (Tetraxylopteris schmidtii) en un yacimiento paleontológico del estado de Nueva York y de una segunda especie (Tetraxylopteris reposana) en Venezuela. Ambas especies han sido datadas según la edad de los sedimentos en los que se encontró en el periodo Frasniense (entre 385,3 y 374,5 millones de años) del Devónico superior.
Los primeros restos de este vegetal localizados eran fósiles de compresión en pirita que mostraban gran detalle acerca de su estructura externa aunque no de los tejidos internos. Tetraxylopteris presenta un eje principal con ramificaciones monopodiales hasta de tercer orden. Este tercer orden de división presenta a su vez división en dos lóbulos en Tetraxylopteris schmidtii. En Tetraxylopteris reposana es posible que existieran ramificaciones hasta de cuarto orden, siendo la última de ellas helicoidal. Esta estructura se ha considerado similar al fronde de los actuales helechos correspondiéndose el eje principal al raquis. Las divisiones son decusadas con ramificación opuesta-subopuesta a partir del eje principal, al menos en los frondes estériles. 
Los frondes fértiles ocupan en los ejemplares conocidos las últimas ramificaciones del eje. Se forman ramificaciones alternas y decusadas que dicotomizan prontamente formando un pseudoverticilo de cuatro ejes. Las ramificaciones fértiles ramifican a su vez de forma decusada y en las estructuras de tercer orden forman esporangios elongados con apertura longitudinal. Se ha observado la presencia de un xilema de tipo cruciforme en todos los tallos exceptos en sus secciones terminales así como un floema secundario muy evolucionado. El tamaño máximo observado en los especímenes de Tetraxylopteris schmidtii es de 50 cm aunque se ha considerado que la especie podía alcanzar varios metros.
Las primeras clasificaciones para este género suponía que los frondes conservados eran antecesoras de las actuales frondes de helechos situándose como taxon intermedio entre Psilotopsida y Pteridophyta. Más recientes estudios sitúan al género dentro del clado Euphyllophyta, compartiendo antecesor común con Monilophyta.